# Anto
Anto je moško osebno ime.

## Izvor imena
Ime Anto je različica moškega osebnega imena Anton.

## Pogostost imena
Po podatkih Statističnega urada Republike Slovenije je bilo na dan 31. decembra 2007 v Sloveniji število moških oseb z imenom Anto: 290.

## Osebni praznik
Osebe z imenom Anto lahko godujejo takrat kot osebe z imenom Anton.